# Thomas Banchoff
 (juillet 2011).
Si vous disposez d'ouvrages ou d'articles de référence ou si vous connaissez des sites web de qualité traitant du thème abordé ici, merci de compléter l'article en donnant les références utiles à sa vérifiabilité et en les liant à la section « Notes et références ».
Thomas Banchoff, né le 7 avril 1938, est un mathématicien américain, spécialiste de la géométrie. Il est professeur à l'Université Brown où il enseigne depuis 1967. Il est connu notamment pour ses résultats en géométrie différentielle en dimension 3 et 4, pour des travaux autour de l'émergence de l'infographie appliquée aux mathématiques (au début des années 1990), ainsi que plus récemment pour ses efforts en vue de fournir du matériel en ligne de cours en mathématiques.
Thomas Banchoff passe son doctorat en 1964 à l'Université de Californie à Berkeley où il a comme professeur Shiing-Shen Chern. Avant de s'installer à Brown, il enseigne également à l'Université Harvard ainsi qu'à l'Université d'Amsterdam.
On lui doit notamment l'ouvrage Topology from the differentiable viewpoint[Information douteuse] qui fait office de référence en matière de topologie différentielle[réf. nécessaire].
Il est lauréat en 1996 du Prix Haimo de la Mathematical Association of America.